# Riccardo Riccò
Riccardo Riccò (n. 1 de septiembre de 1983 en Sassuolo, Italia), apodado desde sus inicios como Il Bisontino y posteriormente como La Cobra, es un ex ciclista italiano. Joven prometedor en sus inicios, fue dos veces suspendido por dopaje, la última con una sanción de doce años.
Se destacó por ser un escalador explosivo, con un cambio de ritmo rompedor en subida, y también por tener un punto extra de velocidad importante para lograr triunfos en llegadas reducidas. Tras debutar como profesional en 2006, logró triunfos importantes en 2007 (incluyendo una etapa en el Giro de Italia, donde terminó sexto en la general), confirmándose como una de las grandes promesas del ciclismo italiano. En 2008 fue segundo en la general del Giro de Italia, ganando además dos etapas. En el Tour de Francia de ese año tuvo un inicio espectacular, ganando dos etapas, la segunda de ellas tras una exhibición que le llevó a ser comparado con su ídolo Marco Pantani. Sin embargo, poco después se supo que había dado positivo por CERA en un control antidopaje del Tour de Francia, por lo que fue detenido y expulsado del Tour. Pese a negarlo en un principio, terminó confesando, y renunció al contraanálisis.
Tras su suspensión hasta el 18 de marzo de 2010, Riccò firmó con el Vacansoleil-DCM, pero luego de un nuevo escándalo por dopaje fue despedido del equipo el 25 de abril de 2011. Después, firmó un contrato profesional con el equipo croata Meridiana-Kamen Team, pero sin poder competir ya que se encontraba suspendido provisionalmente. La sanción se hizo efectiva en marzo de 2013 y por un período de doce años.
Tuvo permiso de la UCI para correr con más del 50% de la tasa de hematocrito permitida, tras los análisis a los que fue sometido en 2005, en los que demostró que su tasa natural superaba ese límite.

## Biografía

### Ciclismo amateur
Tuvo una dilatada carrera como amateur, llegando a ser campeón juvenil de su país en la disciplina de ciclocrós, para luego destacar con claridad en el dificilísimo circuito italiano de ruta. En 2004 con 20 años, ganó el campeonato nacional sub-23 italiano. Pero no sería hasta el año siguiente, 2005, cuando terminaría de cuajar, consiguiendo diez victorias de mucho nivel, incluyendo una exhibición contra ciclistas profesionales en la Settimana Lombarda, ganando 2 etapas y la general, pese a que él no estaba en un equipo UCI Pro Tour.

### Ciclismo profesional

#### 2006: debut profesional
Riccardo Riccò debutó en la temporada 2006 como profesional en el equipo Saunier Duval-Prodir. La oportunidad de pasar a la máxima categoría le vino de parte del director del equipo, Joxean Fernández "Matxín", tras su exhibición contra ciclistas profesionales en la Settimana Lombarda de 2005. En un principio éste iba a estar durante un año en el Nicolás Mateos, pero tras llegar rumores de ofertas mayores, se decidió en el seno del equipo darle una plaza en el conjunto ProTour. 
La primera victoria como profesional la consiguió en la Settimana Coppi-Bartali 2006, tras vencer al esprint a Paolo Bettini. Más tarde pudo debutar por primera vez en el Tour de Francia, aunque su preparación estaba encaminada a un Giro que no disputó, con lo que no pudo brillar en la ronda francesa. En ese mismo año, alzó los brazos en la Japan Cup, última carrera del calendario internacional.

#### 2007: confirmación
Ganó la penúltima etapa del Tour de San Luis, de categoría 2.2; este buen comienzo se corroboró con sus dos etapas consecutivas en la Tirreno-Adriático, en dos finales similares picando hacia arriba. Después se hizo con la última etapa de la Settimana Coppi-Bartali, su prueba talismán, muy cercana a su casa. En el tríptico de las Clásicas de Primavera fue noveno en la Amstel Gold Race, quinto en la Flecha Valona y decimoséptimo en la Lieja-Bastogne-Lieja tras sufrir una caída.
En el Giro de Italia de ese año, fue segundo tras Di Luca, el a la postre vencedor final, en Montevergine di Mercogliano. Fue quinto en Génova antes de su primer gran día como ciclista profesional, en las míticas Tres Cimas de Lavaredo. Allí, junto a Leonardo Piepoli culminó un día excepcional para el Saunier Duval, escapándose ambos mediada la etapa y llegando en solitario con bastante diferencia respecto a los favoritos. Este triunfo le sirvió para entrar en el top10, del que ya no saldría, siendo sexto en la llegada habitual en Milán. Acabó el año siendo protagonista en las clásicas italianas de fin de año para culminar en el Giro de Lombardía, donde Damiano Cunego le arrebató el triunfo.

#### 2008: ascenso y caída

##### Segundo en el Giro

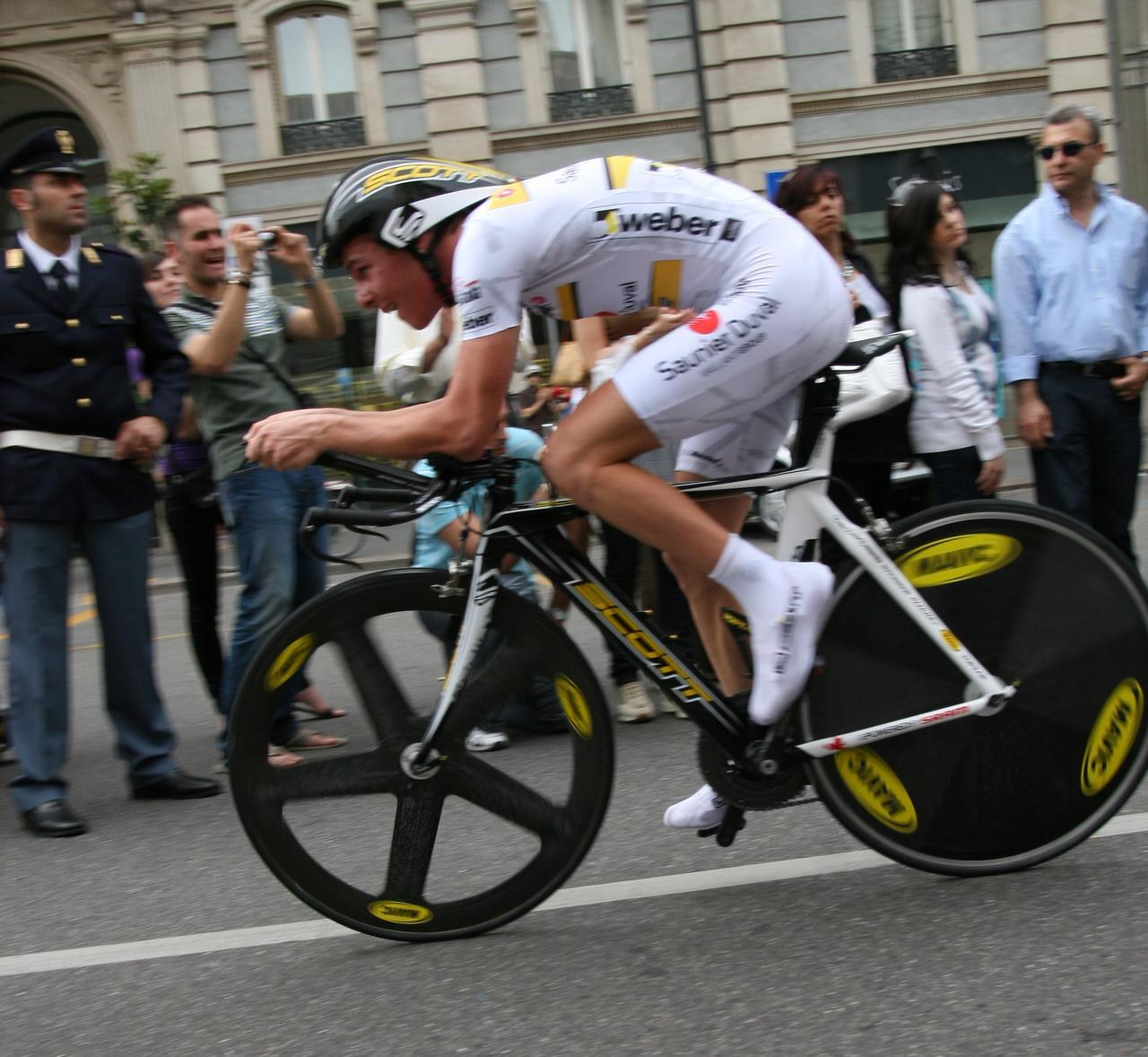
Riccardo Riccò, con la maglia bianca en la CRI final del Giro de Italia 2008.

En los primeros meses de competición, una caída en la Tirreno-Adriático le impidió rendir adecuadamente. Tampoco pudo estar al máximo nivel en las clásicas de las Ardenas por fiebre, ni pudo estar en la Amstel Gold Race, algo que acusó en la Flecha Valona y en la Lieja-Bastogne-Lieja. En el ansiado Giro de Italia logró dos victorias de etapa en dos finales ideales para él, primero en Agrigento y posteriormente en Tívoli. A su vez se impuso en la clasificación de jóvenes (maglia bianca) y fue segundo en la clasificación general tras el español Alberto Contador. Gracias a este duelo, Riccò logró una gran atención mediática, en parte gracias a ciertas declaraciones que hizo a la prensa italiana criticando a Contador.

##### Positivo por CERA
A última hora fue inscrito en el Tour de Francia, donde tuvo un gran inicio, ganando dos etapas: ganó la sexta etapa (con final en Super-Besse) y la novena etapa (con final en Bagnères-de-Bigorre); esta segunda victoria la logró tras una exhibición en la subida al Col d'Aspin que le llevó a ser comparado con su ídolo Marco Pantani. Sin embargo, el 17 de julio de 2008 su anunció que había dado positivo por CERA (una sustancia dopante que se creía indetectable) en un control antidopaje realizado en la cuarta etapa, la contrarreloj individual de Cholet. En ese momento Riccò marchaba 9.º en la general, a 2:29 del entonces primero en la general Cadel Evans, además de ser líder de la montaña.
Riccò fue expulsado del Tour de Francia y arrestado por la Gendarmería. En un principio negó haberse dopado, aunque terminó confesando, renunciando asimismo al contraanálisis. Así, sus dos victorias de etapa pasaron a manos de Alejandro Valverde y Vladimir Efimkin.
Tras el positivo, su escuadra Saunier Duval-Scott se retiró del Tour de Francia, y el Saunier Duval puso punto final a su patrocinio de la formación ciclista, aunque Riccò dijo haberse dopado en solitario, exculpando a su equipo.
Desde la dirección del equipo ya pensaban traspasar al corredor debido a su sospechoso rendimiento en el Tour, sin embargo, los acontecimientos se aceleraron y no pudieron hacer nada para evitar la retirada del patrocinio.

#### Sanción y condenas

##### Duración de la suspensión
En octubre de 2008 el Tribunal Nacional Antidopaje (TNA) del CONI sancionó a Riccò (ya sin equipo) con una suspensión de dos años por dopaje (18 meses por el positivo y 6 meses por frecuentar la consulta del doctor Carlo Santuccione, un médico suspendido de su actividad por el caso Oil for Drugs), por lo que no podría volver a competir hasta el 30 de julio de 2010.
El CONI decretó posteriormente que la sanción era reducida a 20 meses (cuatro menos), hasta el 30 de marzo de 2010. Sin embargo, la UCI (de acuerdo con la AFLD) decidió que finalmente su sanción duraría hasta el 18 de julio de 2010, cumpliendo los dos años de suspensión desde que se le notificó su positivo. Poco después la UCI volvió a reducir la sanción de 24 a 20 meses, hasta el 18 de marzo de 2010.

##### Condenas judiciales en Italia y Francia
En febrero de 2010 fue condenado por un tribunal italiano a pagar una multa de 5.710 euros.
El 29 de junio de ese mismo año la justicia francesa, en concreto el Tribunal Correccional de Foix, dio a conocer una sentencia en la que se condenaba a Riccò a dos meses de prisión (exentos de cumplimiento), así como a pagar 3.000 euros de multa por posesión de productos dopantes (considerada delito en territorio francés) y los costes del proceso, además de una indemnización similar a la Federación Francesa de Ciclismo en concepto de daños e intereses.

#### 2010-2011: regreso a la competición
El ciclista anunció en junio de 2009 que tras cumplir su sanción (que concluía el 18 de marzo de 2010) reaparecería en las filas del equipo italiano Ceramica Flaminia, de categoría Profesional Continental.
Así, en su vuelta a la competición a finales de marzo logró un quinto puesto en la Settimana Coppi-Bartali. Pocos días después ganó dos etapas y terminó segundo en la general final de la Semana Lombarda, además de ganar una etapa en el Giro del Trentino.
En junio, ante los rumores de que podría fichar a mitad de temporada por el Quick Step de categoría ProTour para correr la Vuelta a España, el director del equipo Roberto Marrone negó que se hubiera establecido contacto alguno y recordó que el corredor estaba bajo contrato del equipo tanto esa temporada como la siguiente.

##### Cambio de aires: ficha por el Vacansoleil
Tras la negativa del director del Ceramica Flaminia a abandonar la entidad italiana, las negociaciones para la salida del italiano dieron un giro. El 17 de agosto de 2010, el ciclista italiano firmó un contrato con el equipo Vacansoleil holandés para las dos próximas temporadas, hasta diciembre de 2012, con la intención de relanzar su carrera.

##### Insuficiencia renal por una posible autotransfusión
El 7 de febrero fue ingresado tras entrenar en el hospital de Módena en un estado crítico teniendo que confesar que se había sometido a sí mismo a una autotransfusión para que le pudiesen tratar. El médico que le atendió sacó a la luz dicha confesión por lo que Riccó se encuentra en investigación. Posteriormente el corredor italiano negó tales acusaciones aduciendo que en su estado era tan grave que le era imposible poder hablar, aunque según el hospital, los análisis que le fueron practicados comprueban la transfusión y su ingreso en estado crítico fue debido a la mala conservación de la sangre, circunstancia por la que fue despedido de su equipo.

##### Despedido y nuevo equipo
Pese a ello, no fue sancionado y se enroló en las filas del modesto equipo croata Meridiana-Kamen. Después de su presentación con el equipo Meridiana, finalmente fue suspendido por su federación.

##### Descubierto en una carrera amateur
Los organizadores de una carrera para aficionados italiana denunciaron que Riccò entró ilegalmente en ella pasados 10 km de la misma. Salió de su escondite, detrás de una casa, al paso del pelotón y se puso a ayudar a sus amigos tirando del grupo principal para echar abajo la escapada. Aunque inmediatamente fue identificado por organizadores y corredores, y le fue comunicado en repetidas ocasiones que debía abandonar la carretera y la prueba, corrió todo el resto de la carrera e incluso, al finalizar ésta, utilizó las duchas facilitadas por los organizadores para los participantes de la misma.

##### El final de su carrera
El 3 de enero de 2013 se da conocer la decisión del TAS sobre Riccò y su transfusión en el año 2011: el TAS condena al ciclista italiano, de tan solo 29 años, a 12 años de suspensión. Con esta decisión la cobra puede dar por terminada su carrera en el ciclismo profesional , y demuestra una vez más el peligro del dopaje (con su transfusión de sangre).

## Palmarés
| 2005 - Settimana Ciclistica Lombarda, más 2 etapas - 1 etapa del Giro della Toscana sub-23 2006 - 1 etapa de la Settimana Coppi e Bartali - Japan Cup 2007 - 1 etapa del Tour de San Luis - 1 etapa de la Settimana Coppi e Bartali - 1 etapa del Giro de Italia - 2 etapas de la Tirreno-Adriático | 2008 - 2.º en el Giro de Italia, más 2 etapas y clasificación de los jóvenes 2010 - 2 etapas de la Settimana Lombarda - 1 etapa del Giro del Trentino - Vuelta a Austria, más 2 etapas - Coppa Sabatini |

## Resultados en Grandes Vueltas
| Carrera | Carrera         | 2006 | 2007 | 2008 | 2009 | 2010 | 2011 |
| ------- | --------------- | ---- | ---- | ---- | ---- | ---- | ---- |
|         | Giro de Italia  | —    | 6.º  | 2.º  | —    | —    | —    |
|         | Tour de Francia | 98.º | —    | Ex.  | —    | —    | —    |
|         | Vuelta a España | —    | —    | —    | —    | —    | —    |

-: no participa.

Ex.: expulsado por asuntos de dopaje.

## Equipos
- Saunier Duval-Scott (2006-2008)[29]
- Ceramica Flaminia-Bossini (2010)[30]
- Vacansoleil-DCM Pro Cycling Team (2010[31] -2011)[32]
- Meridiana-Kamen Team (2011)